# Pinus hayatana
Pinus hayatana là một loài thực vật hạt trần trong họ Pinaceae. Loài này được Businsky mô tả khoa học đầu tiên năm 2004.